# Scat
Scat (ang. scat singing wym. sket) – dźwiękonaśladowczy sposób śpiewania, charakteryzujący wokalistykę jazzową, polegający na naśladowaniu odgłosów instrumentów oraz zastąpienia tekstu onomatopejami słowopodobnymi.
Pomysły na ten styl powstały jeszcze we wczesnych początkach XX wieku, kiedy to rozkwitał jazz, a jego nowoorleańscy muzycy często eksperymentowali z dźwiękiem. Pionierami scatu byli m.in. piosenkarze popularnego w tym czasie stylu ragtime. Również w innych piosenkach, jak np. „Heebie Jeebies” Louisa Armstronga, można zauważyć elementy skatu. Na „śpiewanie bez słów” zwrócono uwagę szczególnie w latach 30., po występach orkiestry Ellingtona i Adelaide Hall udającej instrumenty. Za mistrzynię uznano w latach 40. Ellę Fitzgerald.
Scat silnie wpłynął na nowoczesną muzykę rhythmandbluesową, jak również obecnie na hip-hop. Po latach 70. ustąpił miejsca innym mocno rozwijającym się typom muzyki, m.in. elektronicznej czy techno, by ponownie wrócić na rynek muzyczny w latach 90. XX wieku. Stało się to dzięki singlowi „Scatman (Ski Ba Bop Ba Dop Bop)”, którego wykonawca John Paul Larkin, alias Scatman John.
Za polską przedstawicielkę stylu scat uważa się m.in. Urszulę Dudziak. Scatem śpiewa również polski wokalista jazzowy Janusz Szrom oraz chicagowska wokalistka Grażyna Auguścik. Jonathan Davis (KoRn) śpiewa scatem w piosenkach „Twist”, „Liar”,  „B.B.K.”,  „Seed” oraz „Freak on a leash”. Technika była także stosowana przez wokalistę Rafała Tarachę na albumach polskiej grupy Tuff Enuff. W stylu scat śpiewa również Marian Lichtman, wokalista i perkusista zespołu Trubadurzy.